# آرثر كوموري
آرثر كوموري (بالإنجليزية: Arthur Komori)‏ هو عسكري أمريكي، ولد في 1915، وتوفي في 2000.